# ديريك ألستون
ديريك ألستون (بالإنجليزية: Derrick Alston)‏ مواليد 20 أغسطس 1972 في ذا برونكس، هو لاعب كرة سلة أمريكي معتزل أصبح مدرباً مساعدا. بدأ مسيرته الاحترافية في سنة 1994. تم اختياره من قبل فريق فيلادلفيا سفنتي سيكسرز خلال الدرافت. يدرب في دوري الرابطة الوطنية لفئة التطوير. يبلغ طوله 6 قدم 10 بوصة (2.1 م). اعتزل اللعب في 2012.

## المسيرة الاحترافية
لعب مع فيلادلفيا سفنتي سيكسرز من سنة 1994 إلى 1996، ثم لعب مع أتلانتا هوكس في سنة 1996، ثم لعب مع باسكت مانريسا في الدوري الإسباني في موسم 1997–1998، ثم لعب مع برشلونة من سنة 1998 إلى 2000، ثم لعب مع فالنسيا باسكت في الدوري الإسباني من سنة 2000 إلى 2002، ثم لعب مع ريال مدريد لكرة السلة في موسم 2002–2003، ثم لعب مع لاردة من سنة 2003 إلى 2005، ثم لعب مع بي سي إم جرافيلين في الدوري الفرنسي في موسم 2005–2006.

## روابط خارجية
- ديريك ألستون على موقع إن بي أي (الإنجليزية)
- ديريك ألستون على موقع سبورتس رفرنس (الإنجليزية)
- ديريك ألستون على موقع الدوري الإسباني لكرة السلة (الإسبانية)
- ديريك ألستون على موقع كرة السلة الأوروبية.كوم (الإنجليزية)
- ديريك ألستون على موقع كلية كرة السلة في سبورتس رفرنس.كوم (الإنجليزية)
- ديريك ألستون على موقع ريلجم (الإنجليزية)
- ديريك ألستون على موقع بروبوليرز (الإنجليزية)
- ديريك ألستون على موقع سبورتس رفرنس (الإنجليزية)